# Oregon (Ohio)
Pour les articles homonymes, voir Oregon (homonymie).
Oregon est une ville du comté de Lucas, dans l’État de l’Ohio, aux États-Unis. Lors du recensement de 2010, elle comptait 20 291 habitants.